# Blue (groupe)
Pour les articles homonymes, voir Blue.
Blue est un boys band britannique de Pop et de R'n'B, composé de quatre chanteurs : Simon Webbe, Duncan James, Antony Costa et Lee Ryan, originaire de Londres.
Le groupe est connu à la fois en Grande-Bretagne et sur la scène internationale, avec plus de 15 millions d'albums vendus. Le groupe s'est formé en 2001, avant de se séparer en 2005. En avril 2009, le groupe se reforme et annonce sa tournée Best of Blue.

## Carrière
Blue voit le jour au début de l'an 2000, à la suite de la décision de Duncan et d’Antony de former un groupe. Ils recrutent alors Lee (rencontré au cours d’auditions et, selon eux, le meilleur chanteur du moment) ainsi que son colocataire, Simon. Ils n’ont aucun mal à dénicher un manager et signent dans la foulée un contrat avec Innocent Records, un label de Virgin.

### All Rise: 2001-2002
Le groupe sort son premier single, All Rise, le 21 mai 2001, date qui marquera le Blue Day. Celui-ci atteint la 4e place des charts anglais. Le deuxième single, Too Close, une reprise du tube du groupe Next datant de 1998, suit en août.
Leur premier album, All Rise, sort peu avant Noël de la même année, et se vendra à plus d'1,8 million d’exemplaires en Grande-Bretagne uniquement. Il se place no 1 des charts dans plusieurs de pays d'Europe.

### One LoveetGuilty: 2002-2004
En 2002, ils sortent un nouvel album, One Love, qui se classe 1er des charts anglais, y restant une semaine. On y trouve un duo avec Elton John, reprise de Sorry Seems to Be the Hardest Word. La chanson caracole en tête des ventes. Il se place 3e en Europe et 34e en France en 2003.
Les membres de Blue ont coécrit la plupart des titres de One Love, tout en collaborant ainsi avec d'autres artistes ; Lee a coécrit Without You avec Connor Reeves, tandis que Rob Davis a travaillé avec Duncan sur le titre Get Down On It.
À la suite de la sortie de One Love, Simon, Antony, Lee & Duncan s’embarqueront en novembre pour une tournée – leur première - qui les mènera notamment à Sheffield, Cardiff, Birmingham, Newcastle, Glasgow, Manchester ainsi qu’au Wembley londonien.
Guilty, l'album et le single, sortent en automne 2003. Les singles Signed, Sealed, Delivered I'm Yours (chanté avec Stevie Wonder et Angie Stone, 11e au Royaume-Uni), Breathe Easy (no 4), et Bubblin (no 9) suivent. Guilty se vend à plus d'1 million d'exemplaires au Royaume-Uni.

### Best of Blue, la séparation, les carrières solo: 2004–2008
(décembre 2013).
Le groupe décide de se séparer lorsque Elton John leur dit que leur popularité est en perte de vitesse, et qu'ils devraient se concentrer sur leurs carrières en solo. Best of Blue, compilation de leurs meilleures chansons, sort en 2004, comprenant leurs plus grands hits ainsi que des nouvelles chansons telles que Curtain Falls, Get Down On It et Only Words I Know. L'album se place 2e des classements portugais.
- Duncan James sort I Believe My Heart avec Keedie en octobre 2004, puis son album solo, Future Past sort en 2006 et se vend à 15 000 exemplaires. Duncan obtient plus de succès en Italie, où son album se classe 22e.
- Lee Ryan sort Army Of Lovers en juillet 2005, et un album à son nom en août 2006. Il obtient également du succès en Italie, se classant 3e, et passant 5 semaines au Top 10 italien. Il devrait sortir Secret Love, premier single de son deuxième album, le 3 mai 2010.
- Simon Webbe sort Lay Your Hands en août 2005, et son album Sanctuary, qui se vend à plus de 700 000 exemplaires. Il est le seul du groupe à avoir sorti un deuxième album solo, Grace, et un troisième est en travaux.
- Antony Costa sort un single, Do You Ever Think of Me, avant de se tourner vers une carrière d'acteur, dans Blood Brothers. Son premier album, Heart of Soul, sort le 3 juillet 2006 au Royaume-Uni et en Irlande.

### Réunion  et concours de l'Eurovision 2009 - 2011
Le 16 avril 2009, il est révélé que le groupe est en discussion afin de se réunir et d'enregistrer de nouvelles chansons. Ils ont en effet un contrat de trois albums avec Innocent Records et EMI Music. Blue confirment qu'un nouvel album sortira en 2010.
Le 28 avril 2009, Blue annonce qu'ils vont rechanter pour la première fois ensemble au 95.8 Capital FM's Summertime Ball, qui se déroule à l'Emirates Stadium de Londres le 7 juin 2009. Ils se produisent également au festival Silverstone Classic peu après.
La BBC a annoncé que le groupe allait représenter le Royaume-Uni à l'Eurovision en Allemagne le 14 mai 2011 avec le single I Can qui a été dévoilé le 11 mars 2011, où ils ont terminé onzième.

### Roulette: 2012 - à présent
Le groupe est retourné en studio à partir de juillet 2010 afin de commencer à travailler sur leur nouvel album, il contient des collaborations avec notamment Bruno Mars, Ne-yo. Ils ont également révélé avoir produit certains titres avec RedOne. En février 2012, Blue est parti dans une tournée à Manille et Singapour avec A1 et Jeff Timmons pour une série de trois concerts.
En juin 2012, le groupe révèle son premier single Hurt Lovers lors d'une tournée en Chine. Dans une interview faite peu de temps après, le groupe annonce que ce titre a été l'un des premiers à être enregistré après leur réunion, il a donc paru évident d'être le premier single annonçant leur come-back. Le titre a été coécrit par le groupe, et entre autres Jez Ashurst, David Jost, Martin Schmidt et Alexander Zuckowski. Le titre a reçu un accueil positif en Asie, avant d'être sorti en avant-première en Allemagne le 6 octobre 2012 à l'occasion de la sortie du film SchlussMacher utilisant la chanson comme bande originale. Le titre est ensuite sorti en single le 6 janvier 2013, suivi de la sortie de l'album Roulette, le 25 janvier 2013 en Allemagne ainsi que dans d'autres pays d'Europe de l'Est.
Roulette sera disponible au Royaume-Uni à partir du 15 avril 2013. L'album sort en France le 29 avril 2013. Leur tournée européenne inclut une date à Paris, à la Maroquinerie, le 11 juin 2013, leur première date française depuis leur début. Ils sont en concert le 25 novembre 2013 à Paris à l'Alhambra.

## Discographie
- 2001 : All Rise
- 2002 : One Love
- 2003 : Guilty
- 2004 : Best Of Blue
- 2005 : 4ever Blue
- 2006 : The Platinum Collection
- 2013 : Roulette
- 2015 : Colours
- 2018 : The Roulette Tour 2013 (Live at The Hammersmith Apollo)

## Blue et la télé-réalité
- Antony participe en 2005 au jeu populaire I'm a Celebrity... Get Me Out of Here! 5. Il est éliminé le 15e jour, tandis que Carol Thatcher remporte l'aventure le 18e.
- Duncan participe en 2007 à la 2e saison de Dancing on Ice. Il finira à la troisième place lors de la finale.
- Simon participe également à I'm a Celebrity... 8 en 2008. Il est éliminé le jour 19. Lors de la finale, le 21e jour, on retrouve en finale Martina Navrátilová et George Takei.
- Lee participe en 2014 à Celebrity Big Brother 13. Il est faussement éliminé le jour 6 avec sa partenaire de binôme, le mannequin glamour Casey Batchelor. Finalement il quitte définitivement l'aventure le jour 24, soit trois jours avant la finale. Le rappeur Dappy ainsi que le célèbre boxeur Evander Holyfield sont également dans cette saison.
- Simon participe à la 12e saison de Strictly Come Dancing en 2014, et termine finaliste.
- Lee participe à la 16e saison de Strictly Come Dancing en 2018.
- Duncan participe à la 3e saison de Celebs on the Farm en 2021.